# 四溴氧化钨
四溴氧化钨是一种无机化合物，化学式为WOBr4。它是红棕色潮解性晶体，加热时升华。它可以和路易斯碱形成加合物。该化合物包含四方锥单体。它属于卤氧化物。

## 制备
四溴氧化钨可由钨粉、三氧化钨和溴按化学计量比反应得到，反应物需预热以防爆炸。
2 W + WO3 + 6 Br2 → 3 WOBr4